# Providence (Alabama)
Providence é uma cidade  localizada no estado americano de Alabama, no Condado de Marengo.

## Demografia
Segundo o censo americano de 2000, a sua população era de 311 habitantes.
Em 2006, foi estimada uma população de 306, um decréscimo de 5 (-1.6%).

## Geografia
De acordo com o United States Census Bureau, a localidade tem uma área de 4,6 km², sem área coberta por água.

## Localidades na vizinhança
O diagrama seguinte representa as localidades num raio de 24 km ao redor de Providence.